# Masters de Singapour de snooker
Le Masters de Singapour de snooker est un ancien tournoi de snooker professionnel sur invitation disputé en 1984 et 1985 et ne comptant pas pour le classement mondial. 

## Historique
Organisé par Barry Hearn et sponsorisé par Camus, la première édition a été remportée par le Gallois Terry Griffiths devant Steve Davis, à l'occasion d'un tournoi toutes rondes. La 2e et dernière édition se déroule selon le format à élimination directe. C'est cette fois Davis qui s'impose 6 manches à 3 face à Griffiths en finale. 

## Palmarès
| Année                             | Vainqueur                         | Finaliste                         | Score                             | Saison                            |                                   |
| Masters de Singapour (non classé) | Masters de Singapour (non classé) | Masters de Singapour (non classé) | Masters de Singapour (non classé) | Masters de Singapour (non classé) | Masters de Singapour (non classé) |
| --------------------------------- | --------------------------------- | --------------------------------- | --------------------------------- | --------------------------------- | --------------------------------- |
| 1984                              | Terry Griffiths                   | Steve Davis                       | Tournoi toutes rondes             | 1984-1985                         |                                   |
| 1985                              | Steve Davis                       | Terry Griffiths                   | 6-3                               | 1985-1986                         |                                   |